# エクリズマブ
エクリズマブ（Eculizumab）は、発作性夜間血色素尿症（ヘモグロビン尿症）における溶血抑制を効能・効果とする処方箋医薬品である。商品名ソリリス。成分はヒト化モノクローナル抗体で、終末補体（C5開裂）阻害薬である。発作性夜間血色素尿症（PNH）の患者のクオリティ・オブ・ライフ（QOL）を改善するが、死亡リスクを改善するかどうかはわかっていない。また安全性についても2014年の時点では不明である。2つの小規模臨床試験の結果が肯定的であったことにもとづき、非典型溶血性尿毒症症候群（aHUS）の治療にも用いられている。米国では2007年3月にPNH治療薬として、2011年9月にaHUS治療薬として承認された。EUでは2007年6月と2011年11月に承認された。日本では2010年4月（PNH）と2013年9月（aHUS）にそれぞれ製造販売承認された。PNHの初の治療薬である。その他にも補体制御異常が関係する希少疾病への応用が検討されている。

## 効能・効果

### 発作性夜間血色素尿症
エクリズマブはPNHの患者のQOLを改善し、輸血が必要となる頻度を減少させるが、死亡リスクには影響しない。血栓塞栓症や骨髄異形成症候群、急性骨髄性白血病、再生不良性貧血の発生頻度を変化させないと思われる。
エクリズマブは希少疾病用医薬品としての指定を受けている（米国で2003年8月、日本で2008年12月）。日本での推定患者数は1998年時点で430名である。
国内臨床試験（AEGIS study）では29名の患者が対象となり、12週間で組織破壊の指標であるLDHの値の改善（中央値（最小 - 最大）：1,814.0U/L（627.8 - 3,642.5）→244.0U/L（187.0 - 2,715.0））が見られた。
海外臨床試験（TRIUMPH study）では87名が対象となり、44名に偽薬が、43名にエクリズマブが投与された。輸血時のヘモグロビン値を閾値として検討したところ、26週間の試験期間中に閾値を下回らなかった患者は偽薬群：0%、エクリズマブ群：48.8%（21/43）であり、統計学的に高度に有意な差がついた。また実薬群では半数以上の患者で試験期間中に濃厚赤血球輸血を要しなかった。

### 非典型溶血性尿毒症症候群
エクリズマブはaHUSの治療に有効である。“非典型”とは日本では「血栓性微小血管症（TMA）から志賀毒素によるHUSおよびADAMTS13活性著減によるTTPを除いたもの」と定義されており、TMAをきたす多彩な疾患概念であるが、エクリズマブはこれらのうち、補体制御異常を原因とするもののみに有効である。aHUSの患者は日本では100名程度とされる。米国では2009年4月に希少疾病用医薬品に指定されており、登録患者17名と20名という極く小規模な前向き臨床試験の結果で承認された。
スタディ1では、エクリズマブは17名の患者全員で補体関連TMAを26週間抑制した。26週間の間で、血小板数は大きく持続的に増加した。13名（76%）で血液検査値（血小板数＋LDH値）が正常化し、15名（88%）でTMAイベントが消失した。クレアチニンクリアランス（eGFR）は9名（53%）で一時改善し、改善期間の中央値は251日間であった。加えて、試験開始時に血液透析が必要であった患者5名中4名で血液透析の継続が不要となった。QOLは大きく改善し、8割の患者が26週後に臨床的に意味のある変化を迎え、1年後にはその割合は87%に増加した。
スタディ2でも同様の結果が得られた。16名（80%）でTMAイベントが消失し、18名（90%）で血液検査値が正常化した。20名（100%）の患者で血漿交換／血漿輸注（PE/PI）が不要となり、新たに血液透析が必要になった患者は0名（0%）であった。26週間で血小板数とeGFRが有意に改善した。QOLも改善し、QOL評価が可能であった11名中8名（73%）で臨床的に意味のある改善が見られ、その期間は中央値で62週間であった。
26週間の試験期間終了後、ほとんどの患者は拡大試験に参加してエクリズマブの投与を継続した。投与開始から2年後のデータからは、エクリズマブが補体関連TMAの継続的な阻害薬であり、効果は継続的で、時間を追って腎機能が改善することが明らかとなった。スタディ1の拡大試験では、13名の患者が中央値100週間の治療を受け、血小板数が継続して改善し、26週時点よりも腎機能が改善していた。さらに、中央値約2年間の投与期間中に死亡した患者はいなかった。スタディ2の拡大試験では、20名の患者全員が中央値114週間の治療を受け、19名（95%）でTMAイベントが消失し、その割合は26週時点よりも高い値であった。スタディ2拡大試験では、PE/PIや血液透析が必要となった患者や末期腎不全（ESRD）に進行した患者は0名であった。
別の比較群のない後ろ向き臨床試験には2か月齢から17歳の少年19名を含む30名が参加し、中央値16週間の治療を受けた。結果は2つの臨床試験とおおむね同様であり、小児の患者ではTMA活性のサインが殊に低減し、血小板数が大きく増加した。少年など19名のうち17名（89%）で血小板数が正常化し、8名（42%）で血液検査値が正常化し、8名（42%）でTMAが完全消失し、9名（47%）でeGFRの改善を経験した。4⁄8（50%）の小児患者で血液透析が不要となり、試験中に新たに血液透析が必要となった患者はいなかった。

## 警告・禁忌
海外で髄膜炎菌感染症を発症し死亡した症例があるので、髄膜炎菌感染症に罹患している患者では緊急時を除き感染症治療を優先するように記載されている。

## 副作用
重大な副作用として、髄膜炎菌感染症と、ショック、アナフィラキシー様症状が知られている。エクリズマブの臨床試験の実施前には全ての患者に髄膜炎菌ワクチンが接種された。
PNHの臨床試験では99.0%に副作用が発生した。副作用の内訳は、頭痛（51.3%）、鼻咽頭炎（42.1%）、上気道感染（30.8%）、悪心（25.1%）、下痢（22.1%）、背部痛（20.0%）のほか、疲労（12%）、咳嗽（12%）などであった。aHUSの2本の臨床試験で見られた（43.2%）主な副作用（因果関係が否定されない）は高血圧（35%）、上気道感染症（35%）、下痢（32%）、頭痛（30%）、貧血（24%）、嘔吐（22%）、嘔気（19%）などであった。また37名中20名（54%）の患者が重篤な有害事象（SAE、因果関係を問わない）を経験し、その内訳は高血圧（16%）や感染症（14%） などであった。
エクリズマブは、終末補体活性化を阻害するため、莢膜を持つ微生物の感染に対して患者が脆弱となる。エクリズマブ投与患者で危篤または致命的な髄膜炎菌感染症が発生している。これを防止するため、エクリズマブ投与開始の少なくとも2週間前に髄膜炎菌ワクチンを接種しておく必要がある。エクリズマブの開始が遅れることのリスクが髄膜炎菌感染症のリスクを上回る場合はその限りではないが、できる限り速やかにワクチンを接種すべきである。しかし、2016年5月時点ではワクチンはB型血清群に対しては有効でないので、防止効果は充分とは言えない。
1. ↑  髄膜炎菌の血清型には、A、B、C、Y、W-135 の5つがあり、そのうちB型の莢膜多糖体は免疫を賦活し難い[21]。

エクリズマブ投与は、臨床的に中止しなければならない場合を除き、患者の一生涯にわたり継続すべきものである。aHUSの臨床試験では、18名の患者（5名は前向き臨床試験）が投与を中止したが、5名で中止後にTMAの症状が再発し、うち4名でエクリズマブの投与を再開した。

## 作用機序
エクリズマブは遺伝子組み換えヒト化IgG2/4抗体であり、補体カスケードの末端を選択的に阻害する。補体とは外来の微粒子を破壊し取り除く身体の免疫系の一部である。補体を構成する蛋白質は外来微粒子（微生物）により活性化されてその表面に結合する。これは連鎖反応を誘発し、C1→C4→C2→C3b→C5b（古典経路の場合）と次々と蛋白質が活性化されていく。最終的に生成したC5b6789は微生物表面に孔を形成し、対象を崩壊させる。補体は外来微生物からの防御で重要な役割を果たしている一方で正常な細胞な組織にも影響を与え得る。
C5が活性化されてC5aとC5bに開裂すると、上記のように孔を形成して細胞を破壊すると共に、身体の細胞を活性化させて炎症誘発性免疫細胞を誘引する。C5でカスケードを阻止することで、補体関連の正常な疾患予防作用は保存され、炎症惹起作用や細胞破壊作用が妨げられる。
エクリズマブは活性化カスケード末端の補体成分C5に結合し、C5転換酵素がC5a（強力な血栓形成作用と炎症誘発作用を持つ）とC5bに開裂させるのを阻害して、C5b6789複合体（これも血栓形成作用と炎症誘発作用を持つ）の生成を阻止する。C5aとC5b6789はPNHやaHUSの特徴である終末補体関連症状に関与しているので、これらが生成されないことで症状が抑制される。

## 構造・代謝
エクリズマブは補体成分C5に対するヒト化モノクローナル抗体であり、ヒトの定常領域と、ヒト補体に結合するマウスの可変領域がヒト重鎖・軽鎖のフレームワーク領域に組み込まれたIgG-カッパ（IgGκ）である。この抗体は448個のアミノ酸から成る重鎖2本と214個のアミノ酸から成る軽鎖2本から構成され、分子量は約148kDaである。
エクリズマブの代謝はリソソームの酵素が担当し、抗体蛋白質を小さなペプチドやアミノ酸に分解する。分布容積から見ると、エクリズマブは血漿中に分布していると思われる。

## 研究開発

### 腸管出血性大腸菌性溶血性尿毒症症候群（STEC-HUS）
エクリズマブを2014年にドイツでアウトブレイクしたO104を原因とする腸管出血性大腸菌性溶血性尿毒症症候群（STEC-HUS）中の治療に応用した症例報告がある。STEC-HUSは病因学的にはaHUSと同様に補体活性化が要因であるので、エクリズマブが有効である。具体的には、志賀毒素が補体の副経路を直接刺激し、制御蛋白質である補体因子Hを不活性化することで補体の異常活性の引き金となっている。
1. ↑  腸管出血性大腸菌によるSTEC-HUSは北米に多い。

### 急性体液性拒絶反応（AHR）／急性抗体関連拒絶反応（AMR）
腎移植後の急性体液性拒絶反応（AHR）または急性抗体関連拒絶反応（AMR）と呼ばれる病態にエクリズマブを使用した臨床研究の速報が発表された。その内容は、エクリズマブが、それを使用しなかった過去の症例に較べて移植後早期のAHRを有意に抑制したというものであった。エクリズマブは移植腎の機能を安定させ、移植後の血漿交換や脾摘出術の必要性を低下させて術後のマネジメントを容易にしたと報告された。
それとは別に、移植腎に対する重篤なAMRに対して血漿交換や免疫グロブリン注射とエクリズマブを組み合わせた研究も報告された。この症例では、エクリズマブは移植腎への細胞膜傷害複合体（C5b6789）の沈着を著明に減少させた。

### 重症筋無力症
エクリズマブは重症難治性全身性筋無力症の治療薬として臨床的に意味のある利益をもたらす。重症筋無力症は稀な神経系疾患であり、自己抗体により補体が活性化して神経筋接合部が攻撃される疾患である。第II相臨床試験では14名の患者が登録され、エクリズマブが重症度スコアを偽薬よりも有意に改善し、より速やかに改善することが示された。

### 視神経脊髄炎
視神経脊髄炎の治療にエクリズマブを応用する非盲検試験が実施されている。視神経脊髄炎は補体が関与する中枢神経組織の炎症性疾患であり、脳、視神経（視神経炎）、脊髄（横断性脊髄炎）が攻撃される疾患である。

### 膜性増殖性糸球体腎炎（MPGN）
膜性増殖性糸球体腎炎（MPGN）は主に小児（大人も）が罹患する頻度の低い慢性腎炎である。臨床所見は軽度から始まり、緩徐に進行する場合や急速に悪化する場合がある。血尿や蛋白尿、腎機能障害、高血圧を呈する。MPGNはしばしば末期腎不全（ESRD）に進み、腎移植をしても繰り返し発症する。いくつかの症例では、補体の異常活性化が関与していると考えられている。カナダからは16歳の患者に対してエクリズマブが「劇的に」有効であり、神経学的合併症が鎮まった他、腎機能が正常化し、血小板減少症、貧血、蛋白尿、低アルブミン血症が改善したとの報告が寄せられている。

### デンスデポジット病（DDD）
デンスデポジット病（DDD）は以前はMPGNのII型と考えられていた病態で、糸球体基底膜への免疫グロブリンや補体因子の濃密な沈着（デンスデポジット）を特徴とする。DDDはしばしばESRDに進展し、腎移植後も再発する。2012年3月、イタリアで11歳のDDD患者がエクリズマブ治療を受け、血漿総蛋白量およびアルブミン量が正常化し、クレアチニンが減少し、尿蛋白が腎炎を示す基準量以下になったと、New England Journal of Medicine 誌に投稿された。NEJM の同号では、もう1つのイタリアのグループが17歳のDDD患者にエクリズマブを使用して、蛋白尿、血漿蛋白質量、腎機能が改善し、デンスデポジットが減少したと報告した。18か月後に治療を中断すると蛋白尿が急速に出現し、6か月後に治療を再開すると、蛋白尿が改善した。3名のDDD患者と3名のC3腎症患者を対象とした第I相臨床試験でエクリズマブを隔週で1年間注射したところ、2名で血清クレアチニンが緩徐に改善し、1名で蛋白尿が著明改善し、1名で臨床検査値は不変であるものの病理組織学的改善が見られた。この試験から、治療前の血清中膜侵襲複合体量の上昇がDDDおよびC3腎症（ともに糸球体の病変を含む）のエクリズマブ治療応答性の予測因子になると推測された。

### 寒冷凝集素症
寒冷凝集素症の治療にエクリズマブが使用されたとの報告もある。ある症例報告では、エクリズマブは溶血を持続的に抑制し、症状の進行が停止し、輸血の必要が完全になくなり、自覚症状が改善してQOLが改善した。

### 劇症型抗リン脂質抗体症候群（CAPS）
劇症型抗リン脂質抗体症候群（CAPS）は稀な疾患で、多くの臓器で同時に血栓が生成し、場合によっては多臓器不全に進行して死亡に至る可能性もあるものである。CAPSでは腎臓が最も頻繁に侵され、回復した患者でも不可逆性の腎不全が残ることが多い。エクリズマブの投与で補体活性を阻害して急性の血栓形成を防止し、減少した血小板数を回復させ、血中抗リン脂質抗体量を制御することでCAPSの予後を改善できる可能性を示唆する論文が2本ある。

## その他

### バイオシミラー
米国では2019年3月まで、エクリズマブの後発医薬品（バイオシミラー）が承認されることはないが:6、その保護期間については議論が交されている。環太平洋戦略的経済連携協定（TPP）の参加国からは保護期間の短縮を求められている。